# جسر مير بهاء الدين
جسر مير بهاء الدين (بالفارسية: پل میر بهاءالدین) هو جسر تاريخي يعود إلى عصر القاجاريون، ويقع في مقاطعة زنجان.